# Копець (Томашовський повіт)
Копець (пол. Kopiec) — село в Польщі, у гміні Желехлінек Томашовського повіту Лодзинського воєводства.
Населення — 64 особи (2011).
У 1975-1998 роках село належало до Пйотрковського воєводства.

## Демографія
Демографічна структура станом на 31 березня 2011 року:
|          | Загалом | Допрацездатний вік | Працездатний вік | Постпрацездатний вік |
| -------- | ------- | ------------------ | ---------------- | -------------------- |
| Чоловіки | 26      | 4                  | 15               | 7                    |
| Жінки    | 38      | 8                  | 17               | 13                   |
| Разом    | 64      | 12                 | 32               | 20                   |